# Тартман, Эстерина
Эстерина Тартман (родилась 9 ноября 1957, Израиль) — израильский политик, экономист, активистка поселенческого движения, депутат Кнессета 17 созыва, член фракции «Наш дом — Израиль»

## Биография
Получила степень бакалавра по специальности «финансовое управление и бухгалтерия» в «Туро-колледже» (диплом № 292691). Майор запаса, одна из основательниц партии НДИ, активистка поселенческого движения.
В 2007 году оказалась в центре скандала, когда выяснилось, что она никогда не обучалась на вторую академическую степень, и не является выпускницей Бар-Иланского университета, как записано в её автобиографии на официальном сайте кнессета, и как она утверждала в интервью.